# Санилак (окръг, Мичиган)
Окръг Санилак (на английски: Sanilac County) е окръг в щата Мичиган, Съединени американски щати. Площта му е 4118 km², а населението - 44 547 души (2000). Административен център е град Сандъски.